# 해리슨 포드의 특별 조치
《해리슨 포드의 특별 조치》(영어: Extraordinary Measures)는 2010년 개봉한 미국의 의학 드라마 영화이다.

## 출연진
- 브렌던 프레이저
- 해리슨 포드
- 케리 러셀
- 코트니 B. 밴스
- 메러디스 드로저
- 디에고 벌라스케스
- 샘 M. 홀
- 파트리크 보쇼
- 재러드 해리스
- 앨런 럭
- 데이비드 클레넌
- 디 월리스
- 아이아나 버크셔
- P. J. 번

## 기타 제작진
- 협력 제작: 조대나 글릭프랜츠하임, 조시 로스틴
- 배역: 마저리 심킨, 라나 빙커
- 미술: 데릭 R. 힐
- 세트: 데니즈 피지니
- 의상: 디나 어펠